# VM i landevejscykling 2023 – Linjeløb (junior herrer)
Junior herrernes linjeløb ved VM i landevejscykling 2023 var den 48. udgave af mesterskabet. Det 127,2 km lange linjeløb med 1482 højdemeter blev afholdt lørdag den 5. august 2023 med start og mål i Glasgow, Skotland.
Danske Albert Withen Philipsen vandt løbet og blev juniorverdensmester. Han blev samtidig den yngste VM-vinder hos juniorerne nogensinde.

## Hold og ryttere

### Danskere
- Albert Withen Philipsen
- Theodor Storm
- Theodor August Clemmensen
- Andreas Krogh Jensen
- Patrick Frydkjær

## Resultater
| #  | Rytter                          | Nation                | Tid        | Note |
| -- | ------------------------------- | --------------------- | ---------- | ---- |
| 1  | Albert Withen Philipsen         | Danmark               | 3t:06m:26s |      |
| 2  | Paul Fietzke                    | Tyskland              | + 1:19     |      |
| 3  | Felix Ørn-Kristoff              | Norge                 | "          |      |
| 4  | Juan David Sierra               | Italien               | + 1:24     |      |
| 5  | Theodor Storm                   | Danmark               | + 1:29     |      |
| 6  | Jørgen Nordhagen                | Norge                 | + 1:43     |      |
| 7  | Steffen de Schuyteneer          | Belgien               | + 2:57     |      |
| 8  | Sebastian Grindley              | Storbritannien        | + 2:59     |      |
| 9  | Zak Erzen                       | Slovenien             | + 3:01     |      |
| 10 | Oscar Chamberlain               | Australien            | "          |      |
| 11 | Senna Remjin                    | Holland               | "          |      |
| 12 | Kryštof Kral                    | Tjekkiet              | "          |      |
| 13 | Storm Ingebrigtsen              | Norge                 | "          |      |
| 14 | Sente Sentjens                  | Belgien               | "          |      |
| 15 | Kasper Haugland                 | Norge                 | "          |      |
| 16 | Theodor August Clemmensen       | Danmark               | "          |      |
| 17 | William Holmes                  | Australien            | "          |      |
| 18 | Viego Tussen                    | Holland               | "          |      |
| 19 | Mikal Grimstad Uglehus          | Norge                 | "          |      |
| 20 | Matys Grisel                    | Frankrig              | "          |      |
| 21 | Andrea Bessega                  | Italien               | "          |      |
| 22 | Jakob Omrzel                    | Slovenien             | "          |      |
| 23 | Tomos Pattinson                 | Storbritannien        | "          |      |
| 24 | Patryk Goszczurny               | Polen                 | "          |      |
| 25 | Paul Seixas                     | Frankrig              | "          |      |
| 26 | Adria Pericas Capdevila         | Spanien               | "          |      |
| 27 | Louis Leidert                   | Tyskland              | "          |      |
| 28 | Joshua Cranage                  | Australien            | "          |      |
| 29 | Kasper Borremans                | Finland               | "          |      |
| 30 | Hector Alvarez Martinez         | Spanien               | "          |      |
| 31 | Henry Neff                      | USA                   | + 3:06     |      |
| 32 | Erazem Valjavec                 | Slovenien             | + 3:18     |      |
| 33 | Matthew Brennan                 | Storbritannien        | + 3:44     |      |
| 34 | Karst Hayma                     | Holland               | + 6:20     |      |
| 35 | Matthias Schwarzbacher          | Slovakiet             | + 6:34     |      |
| 36 | Victor Vaneeckhoutte            | Belgien               | + 10:21    |      |
| 37 | Maxime Decomble                 | Frankrig              | "          |      |
| 38 | Ian Kings                       | Tyskland              | "          |      |
| 39 | Luke Fetzer                     | USA                   | + 11:58    |      |
| 40 | Lars Vanden Heede               | Belgien               | "          |      |
| 41 | Sjors Lugthart                  | Holland               | + 12:07    |      |
| 42 | Daniil Yakovlev                 | Ukraine               | "          |      |
| 43 | Ville Merlov                    | Sverige               | + 12:11    |      |
| 44 | Kristupas Mikutis               | Litauen               | + 12:14    |      |
| 45 | Zsombor Takacz                  | Ungarn                | + 12:21    |      |
| 46 | Victor Benareau                 | Schweiz               | + 12:29    |      |
| 47 | Thom van der Werff              | Holland               | "          |      |
| 48 | Ikki Watanabe                   | Japan                 | "          |      |
| 49 | Charles Bergeron                | Canada                | "          |      |
| 50 | Martti Lenzius                  | Estland               | "          |      |
| 51 | Bernardo Gaston Cambareri       | Argentina             | "          |      |
| 52 | Ciro Perez Alvarez              | Uruguay               | "          |      |
| 53 | Balint Feldhoffer               | Ungarn                | "          |      |
| 54 | Filip Gruszczynski              | Polen                 | "          |      |
| 55 | Finn Wilson                     | New Zealand           | "          |      |
| 56 | Martin Barta                    | Tjekkiet              | "          |      |
| 57 | Marcel Skok                     | Slovenien             | "          |      |
| 58 | Andrey Andre                    | Brasilien             | "          |      |
| 59 | Andrei Carbunarea               | Rumænien              | "          |      |
| 60 | Alvaro Garcia Gimenez           | Spanien               | "          |      |
| 61 | Ryno Schutte                    | Sydafrika             | "          |      |
| 62 | Nicolas Ginter                  | Schweiz               | "          |      |
| 63 | Florian Hochuli                 | Schweiz               | "          |      |
| 64 | Matthew Ney                     | Canada                | "          |      |
| 65 | Manolo Wrolich                  | Østrig                | + 12:41    |      |
| 66 | Andreas Krogh Jensen            | Danmark               | + 12:42    |      |
| 67 | Gusts Lapins                    | Letland               | + 12:48    |      |
| 68 | Julian Abi Manyu                | Polen                 | + 12:51    |      |
| 69 | Seth Dunywoody                  | Irland                | + 14:25    |      |
| 70 | Luiz Fernando Bomfim de Almeida | Brasilien             | + 18:56    |      |
| -- | Ethan Powell                    | Canada                | --         | DNF  |
| -- | Karl Kurtis                     | Estland               | --         | DNF  |
| -- | Szymon Wisniewski               | Polen                 | --         | DNF  |
| -- | Cian Hampton                    | Østrig                | --         | DNF  |
| -- | Oliver Korva                    | Holland               | --         | DNF  |
| -- | Karim Mliki                     | Tunesien              | --         | DNF  |
| -- | Danylo Chernomortsev            | Ukraine               | --         | DNF  |
| -- | Mateo Duque Cano                | Argentina             | --         | DNF  |
| -- | Cesar Leonel Cisneros           | Mexico                | --         | DNF  |
| -- | Pavel Sumpik                    | Tjekkiet              | --         | DNF  |
| -- | Lawrence Lorot                  | Uganda                | --         | DNF  |
| -- | Tiagp Santos                    | Portugal              | --         | DNF  |
| -- | Olivers Jekabs Slrapcis         | Letland               | --         | DNF  |
| -- | Radostin Zlatev                 | Bulgarien             | --         | DNF  |
| -- | Catalin-Luca Campean            | Rumænien              | --         | DNF  |
| -- | Jose Moreira                    | Portugal              | --         | DNF  |
| -- | Robinson Rincon Quijano         | Colombia              | --         | DNF  |
| -- | Filippo Cettolin                | Italien               | --         | DNF  |
| -- | Juan Urian Caro                 | Colombia              | --         | DNF  |
| -- | Darren Parham                   | USA                   | --         | DNF  |
| -- | Kevin Navas Paredes             | Ecuador               | --         | DNF  |
| -- | Gustav Magnusson                | Sverige               | --         | DNF  |
| -- | Rodrigo Gabriel Alonso Valerio  | Dominikanske Republik | --         | DNF  |
| -- | Eli Tregidga                    | New Zealand           | --         | DNF  |
| -- | Matvey Ushakov                  | Ukraine               | --         | DNF  |
| -- | Patrick Frydkjær                | Danmark               | --         | DNF  |
| -- | David John Thompson             | USA                   | --         | DNF  |
| -- | Simone Gualdi                   | Italien               | --         | DNF  |
| -- | Luca Giaimi                     | Italien               | --         | DNF  |
| -- | Cohen Jessen                    | Australien            | --         | DNF  |
| -- | Aubin Sparfel                   | Frankrig              | --         | DNF  |
| -- | Bruni Kessler                   | Tyskland              | --         | DNF  |
| -- | Bachir Chennafi                 | Algeriet              | --         | DNF  |
| -- | Jan Bittner                     | Tjekkiet              | --         | DNF  |
| -- | Fynn Ury                        | Holland               | --         | DNF  |
| -- | Michal Strzelecki               | Polen                 | --         | DNF  |
| -- | Achraf El Kurymy                | Marokko               | --         | DNF  |
| -- | Jehad Alhassan                  | Saudi-Arabien         | --         | DNF  |
| -- | Felipe Chan                     | Panama                | --         | DNF  |
| -- | Karl-Nicolas Grönlund           | Finland               | --         | DNF  |
| -- | Muhammad Syelhan Nurahmat       | Indonesien            | --         | DNF  |
| -- | Carter Guichard                 | New Zealand           | --         | DNF  |
| -- | Kazuma Fujimura                 | Japan                 | --         | DNF  |
| -- | Mats Berns                      | Holland               | --         | DNF  |
| -- | Ben Wiggins                     | Storbritannien        | --         | DNF  |
| -- | Arthur Blaise                   | Frankrig              | --         | DNF  |
| -- | Jose Kleinsmit                  | Sydafrika             | --         | DNF  |
| -- | Gabriel Ulcuango Sanchez        | Ecuador               | --         | DNF  |
| -- | Muhammad Aflah                  | Indonesien            | --         | DNF  |
| -- | Veselin Georgiev                | Bulgarien             | --         | DNF  |
| -- | Kamya Richard Bukenya           | Uganda                | --         | DNF  |
| -- | Riad Bakhti                     | Algeriet              | --         | DNF  |
| -- | Angel David Rodriguez           | Dominikanske Republik | --         | DNF  |
| -- | Jaka Marolt                     | Slovenien             | --         | DNF  |
| -- | Liam O Brien                    | Irland                | --         | DNF  |
| -- | Samuel Novak                    | Slovakiet             | --         | DNF  |
| -- | El Mahdi El Aarbaoui            | Marokko               | --         | DNF  |
| -- | Facundo Arias Chavez            | Chile                 | --         | DNF  |
| -- | Jonas Reibsch                   | Tyskland              | --         | DNF  |
| -- | Konstantinos Berdempes          | Grækenland            | --         | DNF  |
| -- | Mounir Laloui                   | Algeriet              | --         | DNF  |
| -- | Yahya Bourkila                  | Marokko               | --         | DNF  |
| -- | Tinnapat Muangdet               | Thailand              | --         | DNF  |
| -- | Jose Maria Alcocer Castillo     | Mexico                | --         | DNF  |
| -- | Carlos Montes de Oca Monzon     | Cuba                  | --         | DNF  |
| -- | Mohammed Majrashi               | Saudi-Arabien         | --         | DNF  |
| -- | Jarno Widar                     | Belgien               | --         | DNF  |
| -- | Janvier Shyaka                  | Rwanda                | --         | DNF  |
| -- | Felipe Emanuel Reyes Arruti     | Uruguay               | --         | DNF  |
| -- | Serdar Gedik                    | Tyrkiet               | --         | DNF  |
| -- | Djaoued Chams Eddine Nhari      | Algeriet              | --         | DNF  |
| -- | Nuntakorn Nontakeaw             | Thailand              | --         | DNF  |
| -- | Jed Smithson                    | Storbritannien        | --         | DNF  |
| -- | Markel Beloki Fernandez         | Spanien               | --         | DNF  |
| -- | Markus Maeuibo                  | Estland               | --         | DNF  |
| -- | Deqaqa Jeno                     | Etiopien              | --         | DNF  |
| -- | Anes Riahi                      | Algeriet              | --         | DNF  |
| -- | Lovemore Ntini                  | Zimbabwe              | --         | DNF  |
| -- | Qodirov Komron                  | Tadsjikistan          | --         | DNF  |
| -- | George Ascott                   | Zimbabwe              | --         | DNF  |
| -- | Drissa Bamba                    | Mali                  | --         | DNF  |
| -- | Llian Alexandre                 | Schweiz               | --         | DNF  |
| -- | Andrew August                   | USA                   | --         | DNS  |
| -- | Kevin Nshutiraguma              | Rwanda                | --         | DNS  |